# Gardiner (Montana)
Gardiner (Montana) – amerykański ośrodek turystyczny położony na południu stanu Montana, w górach Gallatin Range nad rzeką Yellowstone. Leży na obrzeżu Parku Narodowego Yellowstone, na wysokości od 1603 m n.p.m.
Pierwsza osada założona została w 1880 roku z konieczności budowy infrastruktury dla turystów Parku Yellowstone. Funkcje typowo turystyczną pełni do dziś, będąc jedynym czynnym przez cały rok wjazdem do parku. Miasto nazwano tak na cześć trapera Johnsona Gardinera.